# Linus Butt
Pour les articles homonymes, voir Butt.
Linus Butt est un joueur allemand de hockey sur gazon né le 12 mars 1987 à Kempen. Il a remporté avec l'équipe d'Allemagne la médaille de bronze du tournoi masculin aux Jeux olympiques d'été de 2016 à Rio de Janeiro.